# بوكروف (أوكرانيا)
بوركوف هي مدينة من مدن أوكرانيا. يبلغ عدد سكانها 41374 نسمة وذلك حسب إحصائيات سنة 2013. يبلغ ارتفاع المدينة عن سطح البحر قرابة 71 متر. تبلغ مساحتها 26 كم².

## معرض صور

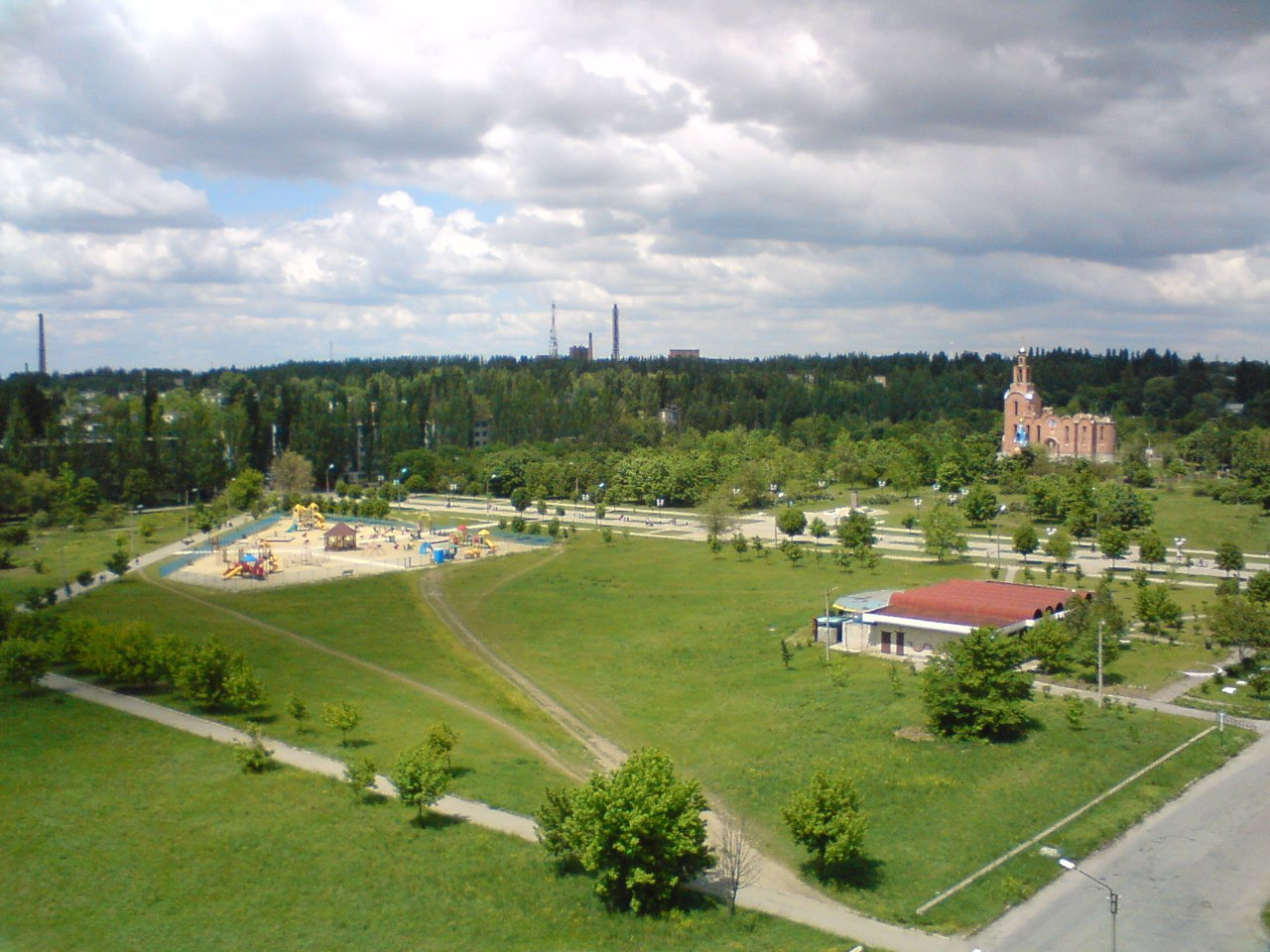
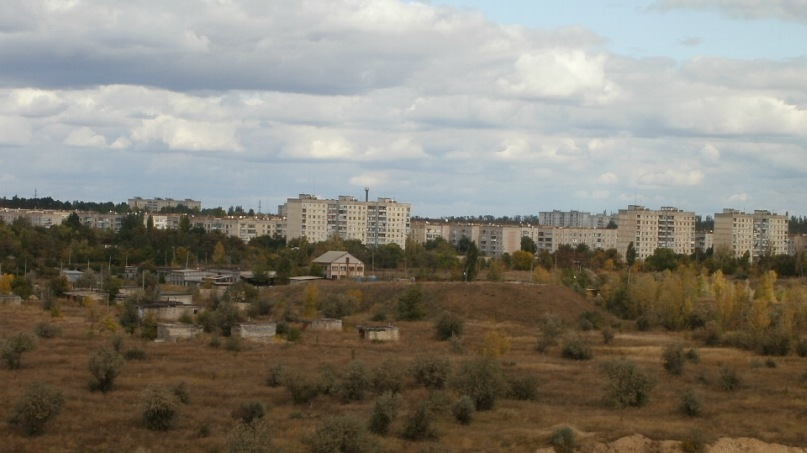
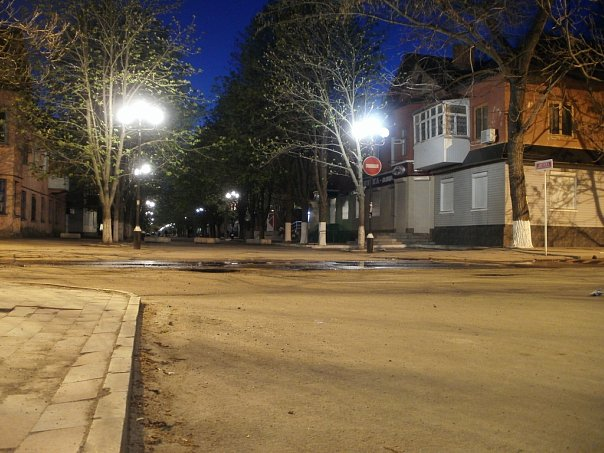

## أعلام
- أليكساندر بافلينكو
- بافلو ريبينوك